# Літерал (математична логіка)
У математичній логіці літералом називають атомарну формулу, без 0 і 1, або її логічне заперечення. Відповідно, існують два типи літералів:
- Ствердний літерал — безпосередньо атомарна формула.
- Заперечний літерал — логічне заперечення атомарної формули.

## Літерал в логіці висловлень
У логіці висловлень літералом називають змінну або її логічне заперечення.
Відповідно, ствердним літералом називають безпосередньо змінну, а заперечним літералом — логічне заперечення змінної.